# Bobby Womack
Robert Dwayne «Bobby» Womack (Cleveland, 4 de marzo de 1944 - Tarzana, 27 de junio de 2014) fue un cantautor y músico estadounidense. Estuvo en activo desde comienzos de los sesenta, cuando comenzó su carrera como cantante principal del grupo de su familia, The Valentinos, y también como guitarrista acompañando a Sam Cooke. La carrera de Womack se desarrolló durante más de 40 años, y generó un repertorio en estilos como el R&B, soul, rock and roll, doo-wop, góspel, country y funk.
Como compositor, Womack fue famoso por haber compuesto y grabado originalmente, entre otras canciones, el primer número uno de The Rolling Stones en el Reino Unido, «It´s All Over Now», y «I can Understand It» de New Birth. 
Como cantante, es conocido por las canciones «Lookin’ For a Love»,«Im In Love», «That´s the Way I Feel About Cha», «Woman's Gotta Have It», «Harry Hippie», «Across 110th Street» y su éxito de los ochenta, «If You Think You´re Lonely Now».
En 2009, ingresó en el Salón de la Fama del Rock.
En el 2010 colaboró con Damon Albarn de Gorillaz en la canción «Stylo» y «Cloud of Unknowing» para el tercer álbum de la banda virtual, Plastic Beach y más adelante en la canción «Bobby in Phoenix» para el álbum The Fall.

## Fallecimiento
Bobby Womack falleció el 27 de junio de 2014, a los 70 años de edad.